# Molossus barnesi
Molossus barnesi is een zoogdier uit de familie van de bulvleermuizen (Molossidae). De wetenschappelijke naam van de soort werd voor het eerst geldig gepubliceerd door Thomas in 1905.

## Voorkomen
De soort komt voor in Frans-Guyana.